# Pasquale Gravina
Pasquale Gravina (Campobasso, 1º maggio 1970) è un dirigente d'azienda, dirigente sportivo ed ex pallavolista italiano, che ha giocato nel ruolo di centrale.
È stato un membro in Italia della cosiddetta Generazione di fenomeni.

## Carriera

### Giocatore

#### Club.   volley
Ha iniziato a giocare in Serie C nel 1986, con la squadra della sua città, per poi giungere ad alti livelli con la Pallavolo Falconara. Con la squadra marchigiana ha esordito in Serie A1 nella stagione 1988-89.
Ha colto i primi successi con la Maxicono Parma: due scudetti (1991-92 e 1992-93), due Coppe CEV e la Coppa Italia 1991-92.
Nella stagione 1996-97 passa alla Volley Treviso di Treviso, con cui ha vinto in cinque stagioni numerosi titoli in Italia ed Europa: 3 scudetti (1997-98, 1998-99, 2000-01), la Coppa Italia 1999-00, due Supercoppe italiane, due Coppe dei Campioni e una Coppa CEV.
Nel 2002 ha vinto nuovamente il titolo di campione d'Europa con la Lube Banca Marche Macerata, per conquistare poi nuovamente la Coppa Italia nel 2002-03. Dopo una stagione con la Noicom BreBanca Cuneo, torna a Treviso per conquistare la supercoppa, la Coppa Italia e lo scudetto 2004-05. Ha chiuso la carriera al termine di quella stagione. Vanta un totale di 20 titoli complessivi.

#### Nazionale
Ha vestito per la prima volta la maglia della Nazionale italiana a San Diego contro gli Stati Uniti (l'Italia vinse 3-0) nella World League del 1990. Vanta un totale di 284 presenze e ha vinto 13 titoli complessivi.

#### Beach volley
Ha vinto anche il Campionato italiano di beach volley, in coppia con Renan Dal Zotto, nel 1992.

### Dirigente
Nel giugno del 2005 ha smesso l'attività da atleta, iniziando da subito a svolgere il ruolo di procuratore sportivo che ha ricoperto fino al 2009. Contemporaneamente ha iniziato a collaborare con diverse società di formazione, sviluppando presentazioni che traducessero l'esperienza sportiva in chiave aziendale e fondando il sito personale.
È diventato ad aprile 2009 Procuratore Generale della Volley Treviso  per poi ricoprirne, a partire dal maggio 2010, il ruolo di Amministratore Delegato. Nel 2012, anno dell'uscita del Gruppo Benetton dalla proprietà della società, la squadra vince la Coppa Cev in Polonia. Ne diventa poi presidente dal 2012 al 2015, quando la società eredita i titoli della sciolta Sisley, e che attualmente milita nel campionato di Serie B e si occupa di formazione e addestramento giovanile.
A settembre del 2015 decide di cambiare settore e fino a fine 2016 ricopre il ruolo di Amministratore Delegato di Trenkwalder Formazione, società parte del Gruppo Trenkwalder, che progetta, organizza ed eroga corsi di formazione individuali, aziendali, settoriali e territoriali.
Dal 2017 al 2024 ricopre il ruolo di Strategic Selling Director di Gi Group Holding, una delle principali realtà, a livello mondiale, nei servizi dedicati allo sviluppo del mercato del lavoro. Attualmente è Leadership & Training Advisor di Gi Group Holding e Tack TMI, la società del Gruppo che si occupa di formazione e sviluppo manageriale.

## Palmarès

### Giocatore

#### Competizioni nazionali
- Campionato italiano: 6

Parma: 1991-1992, 1992-1993
Treviso: 1997-1998, 1998-1999, 2000-2001, 2004-2005
- Coppa Italia: 4

Parma: 1991-1992
Treviso: 1999-2000, 2004-2005
Macerata: 2002-2003
- Supercoppa italiana: 3

Treviso: 1998, 2000
Cuneo: 2004

#### Competizioni internazionali
- CEV Champions League: 3

Treviso: 1998-1999, 1999-2000, 2000-2001
- Coppa CEV: 4

Parma: 1991-1992, 1994-1995
Treviso: 1997-1998
- Supercoppa europea: 1

Treviso: 1999